# Monumento ad Alcide De Gasperi
Il  Monumento ad Alcide De Gasperi a Trento è stato voluto dalla Democrazia Cristiana in memoria dello statista trentino e realizzato dallo scultore Antonio Berti. Inaugurato nel 1956, si trova all'interno del parco di Piazza Venezia.

## Descrizione
Il monumento è alto complessivamente 28,20 metri. Ha un basamento alto 2 metri di forma ellittica, con un diametro che va dai 23,50 e i 30 metri. De Gasperi è rappresentato mentre tiene un discorso, in una statua di bronzo alta 4 metri, posta in cima a un piedistallo su cui si legge "Dalla Democrazia Cristiana ad Alcide De Gasperi". Sugli altri lati sono poste in quattro nicchie delle statue raffiguranti la Fede, la Giustizia, la Politica e la Riflessione.
Piedistallo e statua sono posti al centro di un'esedra di forma semicircolare (che richiama un'aula parlamentare) in granito rosa di Baveno. Due altorilievi in bronzo raffigurano la Distruzione provocata dalla seconda guerra mondiale e la Ricostruzione. Sei bassorilievi raffigurano il Lavoro, l'Amore, la Felicità, l'Unione europea e lo Svago.
Sul retro è presente una statua in bronzo dell'Italia turrita con in mano un ramoscello d'ulivo, simbolo di pace. Ai lati degli intarsi di marmo raffigurano gli Strati sociali.

## Storia

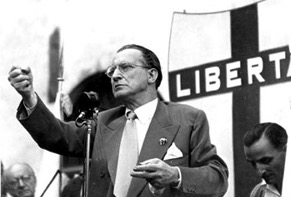
De Gasperi durante un comizio

Il monumento fu commissionato dalla Democrazia Cristiana nel febbraio 1955, pochi mesi dopo la morte di De Gasperi. La direzione del partito deliberò il 16 febbraio, aprendo una sottoscrizione contribuendo con 1 000 000 di lire. È  un caso unico se si considera ad esempio che un'opera del genere non è stata dedicata nemmeno ad Aldo Moro. Antonio Berti fu scelto senza concorso e realizzò una quindicina di bozzetti. Il monumento è stato inaugurato nel 1956. Tennero dei discorsi fra gli altri il senatore Adone Zoli e il sindaco di Trento Nilo Piccoli.
Nel 2022 sono stati fatti dei lavori di ripulitura e valorizzazione. Nel novembre 2023 lo slargo in cui si trova il monumento ha assunto il nome Piazzale Alcide De Gasperi.